# Kokava nad Rimavicou
Kokava nad Rimavicou és un poble i municipi d'Eslovàquia que es troba a la regió de Banská Bystrica.

## Història
La primera menció escrita de la vila es remunta al 1481.

## Demografia
| Godina             | 1994 | 2004   | 2014   | 2024   |
| ------------------ | ---- | ------ | ------ | ------ |
| Nombre de persones | 3167 | 3118   | 2971   | 2703   |
| Diferència         |      | −1,54% | −4,71% | −9,02% |

| Godina             | 2023 | 2024   |
| ------------------ | ---- | ------ |
| Nombre de persones | 2737 | 2703   |
| Diferència         |      | −1,24% |